# Bipolare Welt
Die bipolare Welt ist ein Ausdruck aus der Ära des Kalten Krieges und bezeichnete die Aufteilung der Erde in eine westliche Hemisphäre unter der Führung der USA und eine östliche Hemisphäre, in der die UdSSR die vorherrschende Macht war.
Der Begriff lässt die Bewegung der Blockfreien Staaten unberücksichtigt, da sie nicht als maßgebliche Akteure im Kalten Krieg auftraten, und wird daher von verschiedenen Autoren als abstraktes Paradigma aufgefasst.
Nach der Auflösung der Sowjetunion wurde der Begriff der bipolaren Welt zunächst hinfällig und die USA als einzige verbliebene Supermacht angesehen. Politische Theorien, die nach dem Ende des Kalten Krieges formuliert wurden, gingen entweder von einer monopolaren Welt aus (vgl. Francis Fukuyama: Ende der Geschichte), in der sich das Politik- und Gesellschaftsmodell der USA durchsetzen werde, oder postulieren mit der zunehmenden Aggregation politischer, ökonomischer und militärischer Macht durch Staaten oder Staatengemeinschaften wie China, Indien, Russland, die Organisation für Islamische Zusammenarbeit oder die EU das Entstehen einer multipolaren Welt (vgl. Samuel P. Huntington: Kampf der Kulturen).